# Parhippolyte sterreri
Parhippolyte sterreri é uma espécie de crustáceo da família Barbouriidae.
Pode ser encontrada nos seguintes países: as Bahamas , Bermuda, Cuba e México.